# Olympische Winterspiele 2014/Ski Alpin
Bei den XXII. Olympischen Winterspielen 2014 in Sotschi fanden zehn Wettbewerbe (je fünf bei Männern und Frauen) im alpinen Skisport statt. Austragungsort sämtlicher alpiner Skirennen war das Rosa Chutor Alpin-Zentrum bei Krasnaja Poljana, etwa 70 Kilometer östlich von Sotschi.
Der Antrag der FIS für die Aufnahme des Mannschaftswettbewerbs wurde im Juli 2011 vom IOC abgelehnt. Als Generalprobe fanden im Februar 2012 im Rahmen des Skiweltcups jeweils eine Abfahrt für Frauen und Männer sowie eine Alpine Kombination der Männer auf den Olympiapisten statt. Die Frauen-Kombination musste wegen schlechten Wetters abgesagt werden. Es waren dies die ersten Weltcuprennen in Russland überhaupt.

## Bilanz

### Medaillenspiegel
| Platz | Land               | Gold | Silber | Bronze | Gesamt |
| ----- | ------------------ | ---- | ------ | ------ | ------ |
| 1     | Österreich         | 3    | 4      | 2      | 9      |
| 2     | Vereinigte Staaten | 2    | 1      | 2      | 5      |
| 3     | Schweiz            | 2    | –      | 1      | 3      |
| 4     | Slowenien          | 2    | –      | –      | 2      |
| 5     | Deutschland        | 1    | 1      | 1      | 3      |
| 6     | Norwegen           | 1    | –      | 2      | 3      |
| 7     | Frankreich         | –    | 1      | 1      | 2      |
| 7     | Italien            | –    | 1      | 1      | 2      |
| 9     | Kroatien           | –    | 1      | –      | 1      |
| 10    | Kanada             | –    | –      | 1      | 1      |

### Medaillengewinner
| Konkurrenz   | Gold           | Silber              | Bronze                |
| ------------ | -------------- | ------------------- | --------------------- |
| Abfahrt      | Matthias Mayer | Christof Innerhofer | Kjetil Jansrud        |
| Super-G      | Kjetil Jansrud | Andrew Weibrecht    | Jan Hudec Bode Miller |
| Riesenslalom | Ted Ligety     | Steve Missillier    | Alexis Pinturault     |
| Slalom       | Mario Matt     | Marcel Hirscher     | Henrik Kristoffersen  |
| Kombination  | Sandro Viletta | Ivica Kostelić      | Christof Innerhofer   |

| Konkurrenz   | Gold                      | Silber            | Bronze              |
| ------------ | ------------------------- | ----------------- | ------------------- |
| Abfahrt      | Dominique Gisin Tina Maze | –                 | Lara Gut            |
| Super-G      | Anna Fenninger            | Maria Höfl-Riesch | Nicole Hosp         |
| Riesenslalom | Tina Maze                 | Anna Fenninger    | Viktoria Rebensburg |
| Slalom       | Mikaela Shiffrin          | Marlies Schild    | Kathrin Zettel      |
| Kombination  | Maria Höfl-Riesch         | Nicole Hosp       | Julia Mancuso       |

## Ergebnisse Männer

### Abfahrt
| Platz | Land | Sportler            | Zeit (min) |
| ----- | ---- | ------------------- | ---------- |
| 1     | AUT  | Matthias Mayer      | 2:06,23    |
| 2     | ITA  | Christof Innerhofer | 2:06,29    |
| 3     | NOR  | Kjetil Jansrud      | 2:06,33    |
| 4     | NOR  | Aksel Lund Svindal  | 2:06,52    |
| 5     | USA  | Travis Ganong       | 2:06,64    |
| 6     | SUI  | Carlo Janka         | 2:06,71    |
| 7     | ITA  | Peter Fill          | 2:06,72    |
| 8     | USA  | Bode Miller         | 2:06,75    |
| 9     | AUT  | Max Franz           | 2:07,03    |
| 10    | CAN  | Erik Guay           | 2:07,04    |
| 11    | ITA  | Dominik Paris       | 2:07,13    |
| 12    | ITA  | Werner Heel         | 2:07,16    |
| 13    | SUI  | Beat Feuz           | 2:07,49    |
| 14    | SUI  | Didier Défago       | 2:07,79    |
| 15    | SUI  | Patrick Küng        | 2:07,82    |
|       |      |                     |            |
| 17    | AUT  | Georg Streitberger  | 2:07,86    |
| 22    | AUT  | Klaus Kröll         | 2:08,50    |

Datum: 9. Februar 2014, 08:00 Uhr MEZ (11:00 Uhr Ortszeit)

Strecke: „DH Men“

Start: 2045 m, Ziel: 970 m

Höhendifferenz: 1075 m, Streckenlänge: 3495 m

Kurssetzer: Helmuth Schmalzl (FIS), 46 Tore
50 Teilnehmer aus 24 Ländern, 47 in der Wertung. Ausgeschieden: Johan Clarey (FRA) und Aleksander Aamodt Kilde (NOR).

### Super-G
| Platz | Land | Sportler           | Zeit (min) |
| ----- | ---- | ------------------ | ---------- |
| 1     | NOR  | Kjetil Jansrud     | 1:18,14    |
| 2     | USA  | Andrew Weibrecht   | 1:18,44    |
| 3     | CAN  | Jan Hudec          | 1:18,67    |
| 3     | USA  | Bode Miller        | 1:18,67    |
| 5     | AUT  | Otmar Striedinger  | 1:18,69    |
| 6     | AUT  | Max Franz          | 1:18,74    |
| 7     | NOR  | Aksel Lund Svindal | 1:18,76    |
| 8     | ITA  | Peter Fill         | 1:18,85    |
| 9     | CZE  | Ondřej Bank        | 1:19,11    |
| 10    | CAN  | Morgan Pridy       | 1:19,19    |
|       |      |                    |            |
| 12    | SUI  | Patrick Küng       | 1:19,38    |
| 16    | ITA  | Dominik Paris      | 1:19,70    |
| 17    | ITA  | Werner Heel        | 1:19,74    |
| 21    | AUT  | Georg Streitberger | 1:19,77    |
| 22    | SUI  | Carlo Janka        | 1:19,77    |
| 27    | SUI  | Beat Feuz          | 1:20,65    |

Datum: 16. Februar 2014, 07:00 Uhr MEZ (10:00 Uhr Ortszeit)

Strecke: „SG Men“

Start: 1592 m, Ziel: 970 m

Höhendifferenz: 622 m, Streckenlänge: 2096 m

Kurssetzer: Patrice Morisod (FRA), 41 Tore
63 Teilnehmer aus 28 Ländern, 52 in der Wertung. Ausgeschieden u. a.: Alexander Glebov (RUS), Didier Défago (SUI), Christof Innerhofer (ITA), Matthias Mayer (AUT), Erik Guay (CAN).
Ursprünglich hätte der Bewerb um 08:00 Uhr MEZ (11:00 Uhr Ortszeit) stattfinden sollen, wurde aber aufgrund des warmen Wetters um eine Stunde vorverlegt.

### Riesenslalom
| Platz | Land | Sportler             | Zeit (min) |
| ----- | ---- | -------------------- | ---------- |
| 1     | USA  | Ted Ligety           | 2:45,29    |
| 2     | FRA  | Steve Missillier     | 2:45,77    |
| 3     | FRA  | Alexis Pinturault    | 2:45,93    |
| 4     | AUT  | Marcel Hirscher      | 2:46,23    |
| 5     | CZE  | Ondřej Bank          | 2:46,29    |
| 6     | AUT  | Matthias Mayer       | 2:46,34    |
| 7     | AUT  | Benjamin Raich       | 2:46,35    |
| 8     | GER  | Felix Neureuther     | 2:46,59    |
| 9     | FRA  | Thomas Fanara        | 2:46,73    |
| 10    | NOR  | Henrik Kristoffersen | 2:46,79    |
|       |      |                      |            |
| 12    | GER  | Fritz Dopfer         | 2:46,97    |
| 13    | SUI  | Carlo Janka          | 2:47,04    |
| 18    | AUT  | Philipp Schörghofer  | 2:47,46    |
| 28    | SUI  | Mauro Caviezel       | 2:49,75    |
| 30    | SUI  | Gino Caviezel        | 2:50,40    |
| 42    | LIE  | Marco Pfiffner       | 2:56,72    |

Datum: 19. Februar 2014
1. Lauf: 08:00 Uhr MEZ (11:00 Uhr Ortszeit)
2. Lauf: 11:30 Uhr MEZ (14:30 Uhr Ortszeit)
Strecke: „GS Men“

Start: 1370 m, Ziel: 960 m

Höhendifferenz: 410 m

Kurssetzer 1. Lauf: David Chastan (FRA), 57 Tore

Kurssetzer 2. Lauf: Andreas Puelacher (AUT), 59 Tore
109 Teilnehmer aus 62 Ländern, 72 in der Wertung. Ausgeschieden u. a.: Didier Défago (SUI), Stefan Luitz (GER), Manfred Mölgg (ITA), Marcus Sandell (FIN).

### Slalom
| Platz | Land | Sportler               | Zeit (min) |
| ----- | ---- | ---------------------- | ---------- |
| 1     | AUT  | Mario Matt             | 1:41,84    |
| 2     | AUT  | Marcel Hirscher        | 1:42,12    |
| 3     | NOR  | Henrik Kristoffersen   | 1:42,67    |
| 4     | ITA  | Stefano Gross          | 1:42,72    |
| 4     | GER  | Fritz Dopfer           | 1:42,72    |
| 6     | SVK  | Adam Žampa             | 1:43,28    |
| 7     | SWE  | Markus Larsson         | 1:43,60    |
| 7     | SWE  | Mattias Hargin         | 1:43,60    |
| 9     | NOR  | Sebastian Foss Solevåg | 1:44,11    |
| 9     | CRO  | Ivica Kostelić         | 1:44,11    |
|       |      |                        |            |
| 19    | SUI  | Ramon Zenhäusern       | 1:49,40    |
| 24    | LIE  | Marco Pfiffner         | 1:55,48    |

Datum: 22. Februar 2014
1. Lauf: 13:45 Uhr MEZ (16:45 Uhr Ortszeit)
2. Lauf: 17:15 Uhr MEZ (20:15 Uhr Ortszeit)
Strecke: „SL Men“

Start: 1160 m, Ziel: 960 m

Höhendifferenz: 200 m

Kurssetzer 1. Lauf: Albert Doppelhofer (GER), 60 Tore

Kurssetzer 2. Lauf: Ante Kostelić (CRO), 67 Tore
117 Teilnehmer aus 62 Ländern, 43 in der Wertung. Ausgeschieden u. a.: Luca Aerni (SUI), Axel Bäck (SWE), David Chodounsky (USA), Jean-Baptiste Grange (FRA), Reinfried Herbst (AUT), Ted Ligety (USA), Stefan Luitz (GER), Steve Missillier (FRA), Manfred Mölgg (ITA), André Myhrer (SWE), Felix Neureuther (GER), Alexis Pinturault (FRA), Benjamin Raich (AUT), Giuliano Razzoli (ITA), Patrick Thaler (ITA), Naoki Yuasa (JPN), Daniel Yule (SUI).

### Alpine Kombination
| Platz | Land | Sportler            | Zeit (min) |
| ----- | ---- | ------------------- | ---------- |
| 1     | SUI  | Sandro Viletta      | 2:45,20    |
| 2     | CRO  | Ivica Kostelić      | 2:45,54    |
| 3     | ITA  | Christof Innerhofer | 2:45,67    |
| 4     | NOR  | Kjetil Jansrud      | 2:46,26    |
| 5     | SVK  | Adam Žampa          | 2:46,34    |
| 6     | USA  | Bode Miller         | 2:46,60    |
| 7     | CZE  | Ondřej Bank         | 2:46,84    |
| 8     | SUI  | Carlo Janka         | 2:46,88    |
| 8     | NOR  | Aksel Lund Svindal  | 2:46,88    |
| 10    | CRO  | Natko Zrnčić-Dim    | 2:47,06    |
|       |      |                     |            |
| 13    | AUT  | Matthias Mayer      | 2:47,46    |
| 14    | AUT  | Romed Baumann       | 2:47,59    |
| 15    | SUI  | Beat Feuz           | 2:47,75    |
| 21    | AUT  | Otmar Striedinger   | 2:50,46    |

Datum: 14. Februar 2014

Strecke: „DH Men“ / „SL Men“
Abfahrt: 07:00 Uhr MEZ (10:00 Uhr Ortszeit)

Start: 1947 m, Ziel: 970 m

Höhendifferenz: 977 m, Streckenlänge: 3219 m

Kurssetzer: Helmuth Schmalzl (FIS), 41 Tore
Slalom: 11:30 Uhr MEZ (15:30 Uhr Ortszeit)

Start: 1160 m, Ziel: 960 m

Höhendifferenz: 200 m

Kurssetzer: Ante Kostelić (CRO), 62 Tore
50 Teilnehmer aus 24 Ländern, 34 in der Wertung. Ausgeschieden u. a.: Mauro Caviezel (SUI), Peter Fill (ITA), Max Franz (AUT), Aleksander Aamodt Kilde (NOR), Klemen Kosi (SLO), Thomas Mermillod Blondin (FRA), Alexis Pinturault (FRA), Andrew Weibrecht (USA).

## Ergebnisse Frauen

### Abfahrt
| Platz | Land | Sportlerin              | Zeit (min) |
| ----- | ---- | ----------------------- | ---------- |
| 1     | SUI  | Dominique Gisin         | 1:41,57    |
| 1     | SLO  | Tina Maze               | 1:41,57    |
| 3     | SUI  | Lara Gut                | 1:41,67    |
| 4     | ITA  | Daniela Merighetti      | 1:41,84    |
| 5     | SUI  | Fabienne Suter          | 1:41,94    |
| 6     | NOR  | Lotte Smiseth Sejersted | 1:42,01    |
| 7     | HUN  | Edit Miklós             | 1:42,28    |
| 8     | USA  | Julia Mancuso           | 1:42,56    |
| 9     | AUT  | Nicole Hosp             | 1:42,62    |
| 10    | SLO  | Ilka Štuhec             | 1:42,65    |
|       |      |                         |            |
| 12    | ITA  | Elena Fanchini          | 1:42,70    |
| 13    | GER  | Maria Höfl-Riesch       | 1:42,74    |
| 14    | ITA  | Verena Stuffer          | 1:42,75    |
| 15    | GER  | Viktoria Rebensburg     | 1:42,76    |
| 16    | AUT  | Elisabeth Görgl         | 1:42,82    |
| 22    | ITA  | Nadia Fanchini          | 1:43,48    |
| 24    | AUT  | Cornelia Hütter         | 1:43,82    |

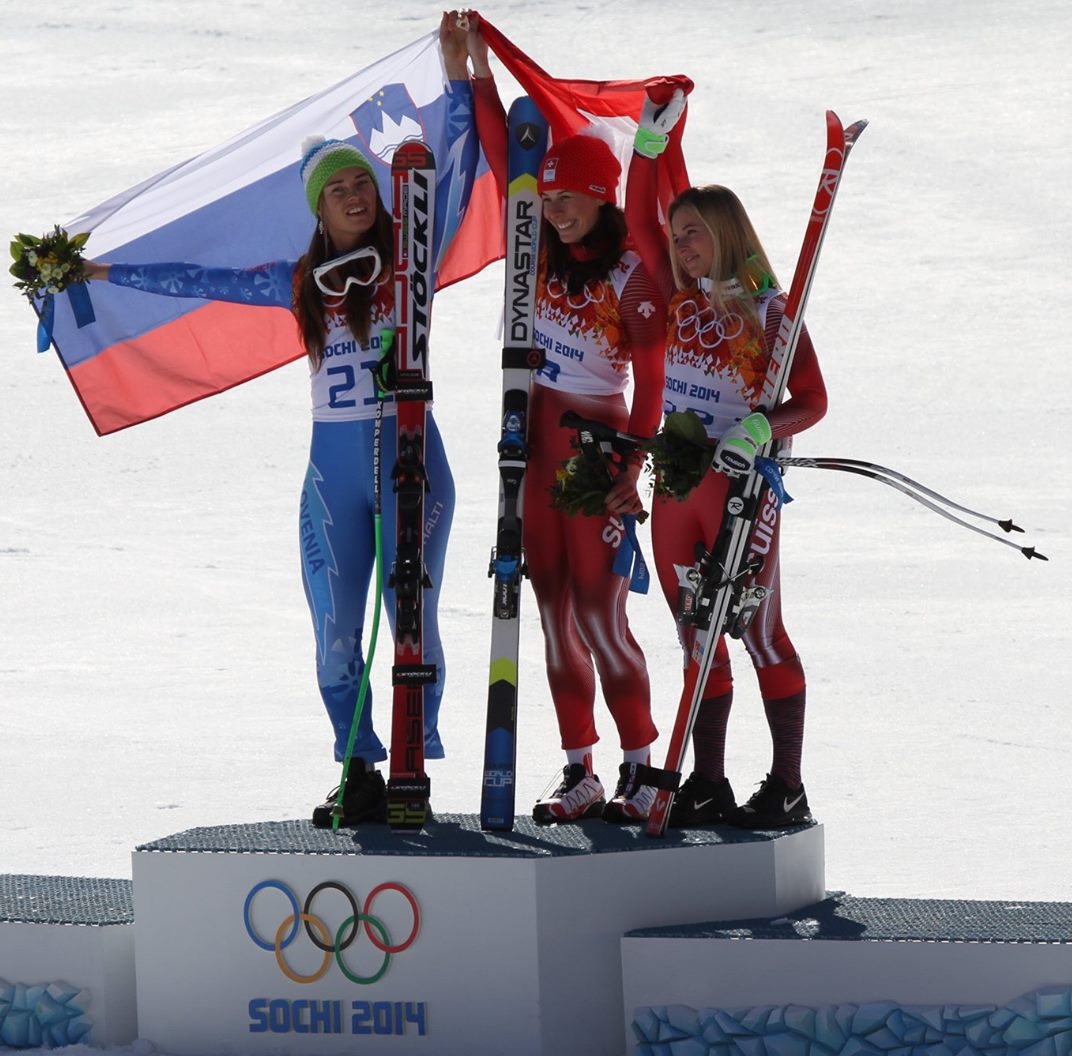
Tina Maze, Dominique Gisin und Lara Gut auf dem Podium der Damenabfahrt

Datum: 12. Februar 2014, 08:00 Uhr MEZ (11:00 Uhr Ortszeit)

Strecke: „Olympic Downhill Ladies“

Start: 1755 m, Ziel: 965 m

Höhendifferenz: 790 m, Streckenlänge: 2713 m

Kurssetzer: Markus Mayr (FIS), 41 Tore
42 Teilnehmerinnen aus 23 Ländern, 35 in der Wertung. Ausgeschieden u. a.: Anna Fenninger (AUT), Marianne Abderhalden (SUI), Marie Marchand-Arvier (FRA), Carolina Ruiz Castillo (ESP). Nicht am Start: Tina Weirather (LIE).
Anmerkung: Erstmals gab es im alpinen Skilauf bei Olympischen Spielen eine ex-aequo-Platzierung auf Rang 1.

### Super-G
| Platz | Land | Sportlerin           | Zeit (min) |
| ----- | ---- | -------------------- | ---------- |
| 1     | AUT  | Anna Fenninger       | 1:25,52    |
| 2     | GER  | Maria Höfl-Riesch    | 1:26,07    |
| 3     | AUT  | Nicole Hosp          | 1:26,18    |
| 4     | SUI  | Lara Gut             | 1:26,25    |
| 5     | SLO  | Tina Maze            | 1:26,28    |
| 6     | SUI  | Fränzi Aufdenblatten | 1:26,79    |
| 7     | SUI  | Fabienne Suter       | 1:26,89    |
| 8     | USA  | Julia Mancuso        | 1:27,04    |
| 9     | GER  | Viktoria Rebensburg  | 1:27,08    |
| 10    | ITA  | Nadia Fanchini       | 1:27,20    |
| 11    | AUT  | Regina Sterz         | 1:27,52    |
| 11    | ITA  | Verena Stuffer       | 1:27,52    |

Datum: 15. Februar 2014, 08:00 Uhr MEZ (11:00 Uhr Ortszeit)

Strecke: „Olympic Super-G Ladies“

Start: 1580 m, Ziel: 965 m

Höhendifferenz: 615 m, Streckenlänge: 2100 m

Kurssetzer: Florian Winkler (AUT), 43 Tore
50 Teilnehmerinnen aus 25 Ländern, 31 in der Wertung. Ausgeschieden u. a.: Stacey Cook (USA), Marie-Michèle Gagnon (CAN), Dominique Gisin (SUI), Elisabeth Görgl (AUT), Kajsa Kling (SWE), Jessica Lindell-Vikarby (SWE), Marie Marchand-Arvier (FRA), Francesca Marsaglia (ITA), Daniela Merighetti (ITA), Laurenne Ross (USA), Carolina Ruiz Castillo (ESP), Larisa Yurkiw (CAN). Nicht am Start: Tina Weirather (LIE).

### Riesenslalom
| Platz | Land | Sportlerin              | Zeit (min) |
| ----- | ---- | ----------------------- | ---------- |
| 1     | SLO  | Tina Maze               | 2:36,87    |
| 2     | AUT  | Anna Fenninger          | 2:36,94    |
| 3     | GER  | Viktoria Rebensburg     | 2:37,14    |
| 4     | ITA  | Nadia Fanchini          | 2:37,25    |
| 5     | USA  | Mikaela Shiffrin        | 2:37,37    |
| 6     | SWE  | Maria Pietilä Holmner   | 2:37,82    |
| 7     | SWE  | Jessica Lindell-Vikarby | 2:38,02    |
| 8     | FRA  | Anémone Marmottan       | 2:38,48    |
| 9     | SUI  | Lara Gut                | 2:38,64    |
| 10    | SUI  | Dominique Gisin         | 2:39,58    |
| 11    | AUT  | Elisabeth Görgl         | 2:39,64    |
| 12    | AUT  | Michaela Kirchgasser    | 2:39,81    |
|       |      |                         |            |
| 19    | AUT  | Kathrin Zettel          | 2:40,33    |
| 25    | GER  | Barbara Wirth           | 2:41,73    |
| 26    | SUI  | Fabienne Suter          | 2:42,06    |

Datum: 18. Februar 2014
1. Lauf: 08:00 Uhr MEZ (11:00 Uhr Ortszeit)
2. Lauf: 11:30 Uhr MEZ (14:30 Uhr Ortszeit)
Strecke: „Olympic GS Ladies“

Start: 1365 m, Ziel: 965 m

Höhendifferenz: 400 m

Kurssetzer 1. Lauf: Christian Thoma (SWE), 54 Tore

Kurssetzer 2. Lauf: Livio Magoni (ITA), 54 Tore
90 Teilnehmerinnen aus 48 Ländern, 67 in der Wertung. Ausgeschieden u. a.: Federica Brignone (ITA), Marie-Michèle Gagnon (CAN), Wendy Holdener (SUI), Denise Karbon (ITA), Julia Mancuso (USA), Ragnhild Mowinckel (NOR). Nicht am Start: Maria Höfl-Riesch (GER).

### Slalom
| Platz | Land | Sportlerin           | Zeit (min) |
| ----- | ---- | -------------------- | ---------- |
| 1     | USA  | Mikaela Shiffrin     | 1:44,54    |
| 2     | AUT  | Marlies Schild       | 1:45,07    |
| 3     | AUT  | Kathrin Zettel       | 1:45,35    |
| 4     | GER  | Maria Höfl-Riesch    | 1:45,73    |
| 5     | SWE  | Frida Hansdotter     | 1:45,90    |
| 6     | SWE  | Emelie Wikström      | 1:46,11    |
| 7     | FRA  | Nastasia Noens       | 1:46,12    |
| 8     | SLO  | Tina Maze            | 1:46,25    |
| 9     | CAN  | Marie-Michèle Gagnon | 1:47,37    |
| 10    | CZE  | Šárka Strachová      | 1:47,39    |
|       |      |                      |            |
| 14    | GER  | Barbara Wirth        | 1:49,00    |
| 17    | SUI  | Denise Feierabend    | 1:49,47    |
| 21    | LIE  | Marina Nigg          | 1:50,64    |
| 28    | SUI  | Michelle Gisin       | 1:57,12    |

Datum: 21. Februar 2014
1. Lauf: 13:45 Uhr MEZ (16:45 Uhr Ortszeit)
2. Lauf: 17:15 Uhr MEZ (20:15 Uhr Ortszeit)
Strecke: „SL Ladies“

Start: 1160 m, Ziel: 960 m

Höhendifferenz: 200 m

Kurssetzer 1. Lauf: James Pollock (CAN), 61 Tore

Kurssetzer 2. Lauf: Werner Zurbuchen (SUI), 61 Tore
88 Teilnehmerinnen aus 50 Ländern, 49 in der Wertung. Ausgeschieden u. a.: Christina Geiger (GER), Wendy Holdener (SUI), Michaela Kirchgasser (AUT), Nina Løseth (NOR), Erin Mielzynski (CAN), Maria Pietilä Holmner (SWE), Bernadette Schild (AUT).

### Alpine Kombination
| Platz | Land | Sportlerin           | Zeit (min) |
| ----- | ---- | -------------------- | ---------- |
| 1     | GER  | Maria Höfl-Riesch    | 2:34,62    |
| 2     | AUT  | Nicole Hosp          | 2:35,02    |
| 3     | USA  | Julia Mancuso        | 2:35,15    |
| 4     | SLO  | Tina Maze            | 2:35,25    |
| 5     | SUI  | Dominique Gisin      | 2:36,12    |
| 6     | NOR  | Ragnhild Mowinckel   | 2:36,15    |
| 7     | AUT  | Michaela Kirchgasser | 2:36,41    |
| 8     | AUT  | Anna Fenninger       | 2:36,44    |
| 9     | CZE  | Šárka Strachová      | 2:36,61    |
| 10    | SLO  | Maruša Ferk          | 2:36,89    |
|       |      |                      |            |
| 12    | SUI  | Denise Feierabend    | 2:37,71    |

Datum: 10. Februar 2014

Strecke: „Olympic Downhill Ladies“ / „SL Ladies“
Abfahrt: 08:00 Uhr MEZ (11:00 Uhr Ortszeit)

Start: 1755 m, Ziel: 965 m

Höhendifferenz: 790 m, Streckenlänge: 2713 m

Kurssetzer: Markus Mayr (FIS), 41 Tore
Slalom: 12:00 Uhr MEZ (15:00 Uhr Ortszeit)

Start: 1160 m, Ziel: 960 m

Höhendifferenz: 200 m

Kurssetzer: Alois Prenn (SUI), 59 Tore
34 Teilnehmerinnen aus 19 Ländern, 22 in der Wertung. Ausgeschieden u. a.: Marianne Abderhalden (SUI), Stacey Cook (USA), Marie-Michèle Gagnon (CAN), Elisabeth Görgl (AUT), Lara Gut (SUI), Elena Fanchini (ITA), Francesca Marsaglia (ITA), Daniela Merighetti (ITA), Laurenne Ross (USA), Ilka Štuhec (SLO).